# Высокое (Судак)
Высо́кое (до 1948 года Шах-Мурза́; укр. Високе, крымскотат. Şah Mırza, Шах Мырза) — исчезнувшее село в Судакском регионе Республики Крым, располагавшееся на севере территории горсовета, примерно в 2 км восточнее современного села Переваловка. На момент упразднения входило в состав Грушевского сельсовета Кировского района. Исключено из учётных данных в 1972 году.

## История
Первое документальное упоминание села встречается в Камеральном Описании Крыма... 1784 года, судя по которому, в последний период Крымского ханства Шаг Мурза входил в Беш Кабакский кадылык Кефинского каймаканства.
После присоединения Крыма к России 8 февраля 1784 года, деревня была приписана к Левкопольскому уезду Таврической области, а после ликвидации в 1787 году Левкопольского — к Феодосийскому уезду. За примерную службу имением Шах-Мурза (32 двора, 187 татар) в Байрачской волости, Феодосийского уезда, Екатеринославской губернии был пожалован полковник С. Ф. Годлевский (впоследствии имение выкуплено у наследников Годлевского И. К. Айвазовским). Лежащая влево от дороги [на Судак] деревня Шах-Мурза упомянута в труде Петра Симона Палласа «Наблюдения, сделанные во время путешествия по южным наместничествам Русского государства в 1793—1794 годах». После Павловских реформ, с 12 декабря 1796 года по 1802 год, входила в Акмечетский уезд Новороссийской губернии. По новому административному делению, после создания 8 (20) октября 1802 года Таврической губернии, Шах-Мурза был включён в состав Байрачской волости Феодосийского уезда.

По Ведомости о числе селении, названиях оных, в них дворов… состоящих в Феодосийском уезде от 14 октября 1805 года, в деревне Шах-мурза числилось 32 двора и 187 жителей крымских татар. На военно-топографической карте генерал-майора Мухина 1817 года деревня Шах мурза обозначена с 31 двором. После реформы волостного деления 1829 года Шах Мурза, согласно «Ведомости о казённых волостях Таврической губернии 1829 года» передали из Байрачской волости в состав Кокташской. Шарль Монтандон в своём «Путеводителе путешественника по Крыму, украшенный картами, планами, видами и виньетами…» 1833 года писал, что
деревня очень удачно расположена, и многие путешественники любят там останавливаться, чтобы насладиться прохладой.
 На карте 1836 года в деревне 22 двора, как и на карте 1842 года.
В 1860-х годах, после земской реформы Александра II, деревню приписали к Салынской волости. Согласно «Списку населённых мест Таврической губернии по сведениям 1864 года», составленному по результатам VIII ревизии 1864 года, Шах-Мурза — уже владельческая русская деревня с 6 дворами и 27 жителями при источниках, но на трёхверстовой карте Шуберта 1865—1876 года деревня (с мечетью) обозначена, но не подписана, а в «Памятной книге Таврической губернии 1889 года» вовсе не значится.
После земской реформы 1890-х годов село осталось в составе преобразованной Салынской волости. По «…Памятной книжке Таврической губернии на 1892 год» в Шах-Мурзе, не входившей ни в одно сельское общество, числилось 13 безземельных жителей, не имеющих домохозяйств. По «…Памятной книжке Таврической губернии на 1902 год» в экономии Шах-Мурза, входившей в Салынское сельское общество, числилось 50 жителей, домохозяйств не имеющий. По Статистическому справочнику Таврической губернии. Ч.II-я. Статистический очерк, выпуск пятый Феодосийский уезд, 1915 год в Салынской волости Феодосийского уезда значится 2 имения Шах-Мурза — Лазарева и Фромшеллера, оба с 1 двором без населения. Согласно списку 1915 года «…русских подданных из австрийских, венгерских или германских выходцев» землевладельцев, опубликованном в газете «Таврические губернские ведомости» в апреле 1915 года, при деревне Шах-Мурза значится крымский немец Фромиллер Иоганн Христианович, имевший 966 десятин земли «под лесом».
После установления в Крыму Советской власти, по постановлению Крымревкома от 8 января 1921 года была упразднена волостная система и село включили в состав вновь созданного Судакского района Феодосийского уезда,, а в 1922 году уезды получили название округов. 11 октября 1923 года, согласно постановлению ВЦИК, в административное деление Крымской АССР были внесены изменения, в результате которых округа ликвидировались и Судакский район стал самостоятельной административной единицей. Согласно Списку населённых пунктов Крымской АССР по Всесоюзной переписи 17 декабря 1926 года, в селе Шах-Мурза, Эльбузлынского сельсовета Судакского района, числилось 16 дворов, все крестьянские, население составляло 84 человека, из них 81 русский, 2 грека, 1 украинец, действовала русская школа I ступени (пятилетка).
В 1944 году, после освобождения Крыма от фашистов, 12 августа 1944 года было принято постановление № ГОКО-6372с «О переселении колхозников в районы Крыма» и в сентябре 1944 года в район приехали первые новоселы (2469 семей) из Ставропольского и Краснодарского краёв, а в начале 1950-х годов последовала вторая волна переселенцев из различных областей Украины. С 25 июня 1946 года селение в составе Крымской области РСФСР. Указом Президиума Верховного Совета РСФСР от 18 мая 1948 года, Шах-Мурзу переименовали в Высокое. 26 апреля 1954 года Крымская область была передана из состава РСФСР в состав УССР. После ликвидации в 1959 году Старокрымского района село переподчинили Судакскому в составе Переваловского сельсовета. Указом Президиума Верховного Совета УССР «Об укрупнении сельских районов Крымской области», от 30 декабря 1962 года Судакский район был упразднён и село присоединили к Белогорскому. 1 января 1965 года, указом Президиума ВС УССР «О внесении изменений в административное районирование УССР — по Крымской области», включили в состав Кировского. Ликвидировано в период с 1968 года, когда Высокое ещё записано в составе Грушевского сельсовета Кировского района и 1977-м, когда уже значилось в списках упразднённых.

### Динамика численности населения
| - 1805 год — 187 чел. - 1864 год — 27 чел. - 1892 год — 13 чел. | - 1902 год — 50 чел. - 1915 год — 0 чел. - 1926 год — 84 чел. |